# Juniorvärldsmästerskapen i konstsim 2002
Juniorvärldsmästerskapen i konstsim 2002 arrangerades mellan den 15 och 18 augusti 2002 i Montréal i Kanada. Det var den åttonde upplagan av juniorvärldsmästerskapen i konstsim.

## Resultat
| Gren                 | Guld | Guld   | Silver | Silver | Brons | Brons  |
| Solo                 | Natalja Isjtjenko Ryssland | 88,376 | Nicole Cargill Kanada | 86,596 | Tina Fuentes Spanien | 86,110 |
| Par                  | Ryssland Natalja Zlobina Olga Larkina | 87,264 | Kanada Courtenay Stewart Nicole Cargill | 86,608 | USA Sara Lowe Stephanie Nesbitt | 85,724 |
| Lag                  | Ryssland Natalja Tarasova Natalja Isjtjenko Natalja Zlobina Olesia Karpova Aleksandra Sergejeva Olga Larkina Olga Kuzjela Svetlana Blochina Valerija Mozgovaja Jelena Posabtseva | 87,511 | Japan Erina Suzuki Hinako Kubo Hiromi Kobayashi Reiko Fujimori Chisa Ichikawa Saki Kobayashi Takako Konishi Tomoko Iizuka Toshiko Iizuka Ai Aoki | 85,745 | Kanada Courtenay Stewart Dana Schott Kerry Atkins Magali Diotte Tracy Little Maude Pelchat Megan Poss Nicole Cargill Tanya Matson Allison Edgar | 85,601 |
| Fri kombination, lag | Japan Ai Aoki Reiko Fujimori Chisa Ichikawa Tomoko Iizuka Toshiko Iizuka Hiromi Kobayashi Saki Kobayashi Takako Konishi Hinako Kubo Erina Suzuki                                 | 94,600 | Kanada Allison Edgar Courtenay Stewart Dana Schott Kerry Atkins Magali Diotte Maude Pelchat Megan Poss Nicole Cargill Tanya Matson Tracy Little  | 94,000 | Spanien Itziar Aspe Alba Cabello Julia Casals Laia Filella Tina Fuentes Jordina Pallarols Lorena Sánchez Neus Seguí Núria Ventura               | 92,700 |

## Medaljtabell
| Nr                  | Nation              | Guld | Silver | Brons | Totalt |
| ------------------- | ------------------- | ---- | ------ | ----- | ------ |
| 1                   | Ryssland (RUS)      | 3    | 0      | 0     | 3      |
| 2                   | Japan (JPN)         | 1    | 1      | 0     | 2      |
| 3                   | Kanada (CAN)        | 0    | 3      | 1     | 4      |
| 4                   | Spanien (ESP)       | 0    | 0      | 2     | 2      |
| 5                   | USA (USA)           | 0    | 0      | 1     | 1      |
| Totalt (5 nationer) | Totalt (5 nationer) | 4    | 4      | 4     | 12     |

## Deltagande nationer
- Australien
- Brasilien
- Colombia
- Costa Rica
- Dominikanska republiken
- Egypten
- Grekland
- Israel
- Italien
- Japan
- Jugoslavien
- Kanada
- Kazakstan
- Kina
- Malaysia
- Mexiko
- Nederländerna
- Nya Zeeland
- Ryssland
- Schweiz
- Slovakien
- Spanien
- Storbritannien
- Sydkorea
- Tyskland
- Ukraina
- USA
- Venezuela
- Österrike